# Fernand Verstraete
Fernand Verstraete (* September 1925; † 12. Juli 1992) war ein französischer Jazz- und Unterhaltungsmusiker (Trompete, auch Posaune, Akkordeon, Arrangement).

## Leben und Wirken
Verstraete, der ab den späten 1940er-Jahren in der französischen Jazzszene aktiv war, spielte 1950–1952 im Orchester von Jacques Hélian, das im Juli 1950 Django Reinhardt bei Aufnahmen für Radio Luxembourg („Double Whisky“) begleitete. 1952 arbeitete er bei Bill Tamper et ses Cool Cats; 1953 trat er mit dem Tony Porteau Orchestra und Sidney Bechet bzw. Django Reinhardt („Time After Time“) im Rundfunk auf, wenig später mit Porteaus Orchester und Dizzy Gillespie im Pariser Rex-Theater. Mitte der 1950er-Jahre wirkte er außerdem bei Plattenaufnahmen von Gigi Gryce, Jack Diéval, Alix Combelle, Dave Pochonet and His All Stars, Christian Chevallier und Lucky Thompson mit.
Ab 1956 gehörte Verstraete dem Orchester von Claude Bolling an; daneben spielte er mit Benny Vasseur, Guy Lafitte, Martial Solal, Bill Coleman, Michel Legrand, Henri Renaud, Hubert Rostaing, Eddie Barclay, André Persiany, Bobby Jaspar, Art Taylor und Jef Gilson. 1958 trat er mit dem Christian Chevallier Tentet auf dem Cannes Jazz Festival auf; 1960 war er bei Martial Solal am Soundtrack des Films Si le vent te fait peur (Regie Emile Degelin) beteiligt. Um 1960 arbeitete er außerdem mit Raymond Fonsèque, Fred Gérard et ses Five Trumpet’s und im Orchestre Joe Moutet.
In den 1960er-Jahren verlagerte Verstraete sich auf Unterhaltungsmusik und legte unter eigenem Namen eine Reihe von Singles („King Cole Blues“ als Akkordeonist), EPs und LPs vor wie Trompette Magique (Fontana) und (als Trumpet Boy) Danse Party (Philips); ferner begleitete mit seinem Studioorchester Sänger wie Armand Mestral („Y'avait Fanny qui chantait“), Danièle Dupré („Tequila“), Robert Jeantal, Lucky Blondo, Maya Casabianca, John Littleton („Racines“) und den Akkordeonisten Marcel Azzola, für den er auch arrangierte. Mit seinem Ensemble Musette trat er auch am Akkordeon in Erscheinung, (Bal en Bretagne, erschienen 1973 bei Barclay).
1968 spielte Verstraete Trompete bei Maxim Saury, 1971 in der Bigband von Ivan Jullien (Porgy and Bess (1971), mit Eddy Louiss). Ab 1973 arbeitete er erneut bei Claude Bolling, dessen Bigband er bis 1991 angehörte, außerdem bei Lucien Lavoute, Claude Thomain, François Guin and the Four Bones und dem Ensemble de Trombones de Paris; 1988 spielte er als Bassposaunist bei Pierre Boulez (Hommage à Olivier Messiaen, mit dem Ensemble intercontemporain).  Im Bereich des Jazz war er zwischen 1950 und 1991 an 78 Aufnahmesessions beteiligt,
Für seine Orchestrierungen erhielt er den Palmarès des Chansons.